# Parascolopsis eriomma
Parascolopsis eriomma là một loài cá biển thuộc chi Parascolopsis trong họ Cá lượng. Loài cá này được mô tả lần đầu tiên vào năm 1909.

## Từ nguyên
Từ định danh eriomma được ghép bởi hai âm tiết trong tiếng Latinh: tiền tố éri (ἐρ;"rất, lắm") và ómmă (ὄμμα; "mắt"), hàm ý đề cập đến đôi mắt "rất lớn" của loài cá này (dài hơn 1/3 so với chiều dài mõm).

## Phân bố và môi trường sống
P. eriomma từ lâu được cho là có phân bố rộng khắp Ấn Độ Dương-Thái Bình Dương, nhưng quần thể Ấn Độ Dương đã được mô tả là loài hợp lệ với danh pháp Parascolopsis akatamae. P. akatamae cũng xuất hiện ở Tây Thái Bình Dương, chồng lấn phân bố với cả P. eriomma thực sự. Theo Miyamoto và cộng sự (2020), P. eriomma có phân bố giới hạn ở Tây Thái Bình Dương, từ miền nam Nhật Bản (gồm cả quần đảo Ryukyu), đảo Đài Loan, Trung Philippines và đảo Sulawesi (Indonesia), được tìm thấy ở độ sâu khoảng 150–200 m.

## Mô tả
Chiều dài cơ thể lớn nhất được ghi nhận ở P. eriomma là 19,1 cm. P. eriomma và P. akatamae có hình thái rất giống nhau, mặc dù nhìn chung kích thước của P. eriomma có thể nhỏ hơn so với P. akatamae. Tuy vậy, kiểu phát huỳnh quang sinh học của cả hai loài lại hoàn toàn khác nhau. Dưới ánh sáng lam, cả hai loài đều xuất hiện vạch vàng ngang con ngươi, một vệt xanh lục dọc giữa thân, các vây cũng có màu xanh lục; tuy nhiên,  P. eriomma không có sự phát quang sinh học ở vùng giữa cuống họng và màng mang dưới (hoặc xanh lam rất yếu), nhưng ở P. akatamae thì vùng này lại phát quang màu xanh lục rất sáng.
Số gai vây lưng: 10; Số tia vây lưng: 9; Số gai vây hậu môn: 3; Số tia vây hậu môn: 7; Số gai vây bụng: 1; Số tia vây bụng: 5; Số tia vây ngực: 16–17.

## Sử dụng
P. eriomma chủ yếu được đánh bắt theo phương thức thủ công.